# Sympistis dinalda
Sympistis dinalda là một loài bướm đêm thuộc họ Noctuidae. Chúng được tìm thấy ở Canada. Trước đây, loài này được đặt tên là Homohadena infixa dinalda, một phân loài của Homohadena infixa nhưng sau này đã được đặt thành một loài thuộc chi Sympistis vào năm 2008.
Sải cánh của con trưởng thành dài 30–35 mm.